# Molbitz
Molbitz ist ein Ortsteil der Stadt Neustadt an der Orla im Saale-Orla-Kreis in Thüringen.

## Geografie und Geologie
Molbitz liegt am ehemaligen nordöstlichen Stadtrand von Neustadt an der Orla am Fuß der Saale-Orla-Sandsteinplatte. Die von den Bergen gen Tal rinnenden Fließgewässer werden geschickt durch Teiche angestaut, um Fischwirtschaft zu betreiben. Die Böden in der Orlasenke sind angeschwemmt und grundwassernah. Die ackerwürdigen Verwitterungsböden der Hängen sind überwiegend grundwasserfern. Durch Molbitz führt die Landesstraße 2318. Der Ortsteil ist zwischenzeitlich an das innerstädtische Verkehrsgeschehen angeschlossen und hat somit Verbindung in alle möglichen Richtungen.
Mit den Linien 830, 831 und 832 des Verkehrsunternehmens KomBus hat Molbitz Anschluss an die Kernstadt Neustadt an der Orla sowie an die Stadt Triptis.

## Geschichte
Die urkundliche Ersterwähnung des Dorfes wurde 1350 registriert. Am 1. Januar 1976 ging Molbitz mit dem Ortsteil Döhlen durch Eingemeindung in die Stadt Neustadt an der Orla ein.

## Karussellpferde
1870 wurde in Molbitz die Karussellindustrie in Deutschland begründet. Der Molbitzer Zimmermann und Holzbildhauer Friedrich Heyn baute hier seine „Caroussell-Pferde und Kunstfiguren-Fabrik“ auf, die Mitte der 1880er Jahre nach Neustadt/Orla verlegt wurde. Das Unternehmen produzierte neben den international bekannt gewordenen Karusellfiguren komplette Karussells, Berg- und Talbahnen, Raupenbahnen, See-Sturm-Bahnen, Kettenkarussells, Bodenkarussells und Schiffschaukeln. Einige Produkte sind noch heute u. a. auf dem Münchener Oktoberfest im Einsatz, andere, vor allem kunstvolle Karussellpferde, sind im Pariser Musée des Arts Forains (Museum für Schaustellkunst) ausgestellt. Das Unternehmen bestand bis 1959.
Seit 1884 baute die Firma Karl Müller, ein ehemaliger Mitarbeiter Friedrich Heyns, am selben Standort in Molbitz Karussellpferde, die heute (2011) gesuchte Sammelobjekte sind. Die Firma bestand bis Anfang der 1920er Jahre.